# 三星Gear Live
Samsung Gear Live 是一款由Samsung和Google共同开发与设计，使用Android Wear的智能手表，并于2014年6月25日在2014年I/O大会正式发售。和LG G Watch一致，Samsung Gear Live使用了经过修改以使之更加适应于可穿戴设备的Android版本，可以使用低功耗蓝牙和运行安卓4.3及以上版本的智能手机连接。
Samsung Gear Live是Samsung Gear产品系列的第五款产品。
Samsung Gear Live在2014年于美国、加拿大、英国、法国、德国、印度、爱尔兰、意大利、日本、韩国、西班牙的Google Play商店销售。

## 硬件
Samsung Gear Live获得了IP67级别的防水防尘测试。机身设有一个电源按钮，但大部分操作需要使用可触模显示器来完成。手表拥有快速表带更换设计，用户可以方便的更换手表的表带。
Samsung Gear Live带有一个心率传感器，并允许使用者来查看相关数据。

## 软件
Samsung Gear Live使用基于Android Wear的系统，语言识别功能则基于Google Now功能实现。